# Psykoterapi
Psykoterapi er en fællesbetegnelse for forskellige former for terapi (behandling), der har til formål at afhjælpe psykiske problemer gennem professionelle samtaler. Psykoterapi kaldes også for psykologbehandling eller samtaleterapi for at adskille den fra f.eks. psykofarmakologisk behandling, der er baseret på medicin. Psykoterapi kan både være målrettet enkeltindivider, par eller familier. Forskning viser, at de fleste klienter har brug for mellem 15 og 20 terapisamtaler for at komme sig over deres problemer. Anden forskning viser, at 82 procent af befolkningen i løbet af deres liv vil få en psykisk sygdom, der kræver behandling. Blandt de mest kendte former for psykoterapi er kognitiv terapi, psykodynamisk terapi, humanistisk psykoterapi, eksistentiel terapi og systemisk terapi.

## Historisk baggrund
Nogle mener, at psykoterapi først blev tilknyttet sammenhængende teoretiske systemer i begyndelsen af det 20. århundrede ved Sigmund Freud og Carl Gustav Jung i form af psykoanalysen. Andre som Henri Ellenberger hævder, at psykoterapien rødder skal søges i tidlige religiøse praksisser. En tredje gruppe af forfattere knytter psykoterapiens baggrund til filosofiens historie.

## Fællestræk
Fælles for alle psykoterapiformer er ideen om at klienten kan opnå indsigt i eget følelsesliv og egne tanke-/ og handlemønstre, og derved forandre problematiske tanke-/handlemåder eller følelser, der f.eks. kan give sig udslag i angst, depression, krisereaktioner, seksuelle problemer, parforholdsproblemer, spiseforstyrrelser misbrug m.v. Psykoterapi praktiseres under mange forskellige former og kan have mere eller mindre overlap med beslægtede interventionsformer som psykologisk rådgivning, psykoedukation, coaching og lignende. Med psykoterapi forstår man dog oftest noget, der retter sig mod egentlige forandringer i personen. Psykoterapi/samtalebehandling anvendes både i private behandlingsregi og i offentlige sundhedstilbud, fx som led i psykiatrisk behandling.

## Psykoterapeutiske retninger
De fleste psykoterapeutiske tilgange hører hjemme inden for en eller flere af følgende psykoterapeutiske hovedtraditioner, som hver især indeholder forskellige undergrene og terapivarianter:

### Psykoanalyse og psykodynamisk psykoterapi
Psykodynamisk psykoterapi/psykoanalytisk psykoterapi lægger vægt på ubevidste konflikter med rødder i barndommen og de relationer man havde til nære omsorgspersoner. I sin klassiske form er freudiansk psykoanalyse en langvarig proces, der strækker sig over flere år, hvor klienten gradvis opbygger indsigt i årsagerne til egne følelser og adfærd. Har siden forgrenet sig i flere forskellige retninger og behandlingsvarianter, der praktiseres i mere kortvarige behandlingsforløb og bygger på forskellige videreudviklinger af Freuds tanker og/eller mere moderne tilføjelser, som fx tilknytningsteori. "Psykodynamisk terapi" er en bred betegnelse, der omfatter alle terapiretninger inden for denne tradition, mens betegnelsen psykoanalyse særligt bruges om terapi, der nært følger den freudianske tradition (klassisk freudiansk psykoanalyse er i dag mindre udbredt).

### Adfærdsterapi
Adfærdsterapi er en form for psykoterapi, der fokuserer på at ændre menneskelig adfærd og modifikation af tankeprocesser for at behandle psykiske lidelser og fremme positiv adfærdsmæssig forandring. Den er baseret på principperne om indlæring og betragter adfærd som afgørende for udvikling og opretholdelse af psykiske problemer.

### Kognitiv terapi
Kognitiv terapi / kognitiv adfærdsterapi lægger vægt på aktuelle problemer og de tankemønstre, der vedligeholder dem. Har en resultatorienteret tilgang, hvor der arbejdes med et afgrænset psykologisk problem, som hovedregel i kortvarige forløb, hvor man nøje følger de fremskridt, der sker i forhold til problemet. Ved siden af arbejdet med tankemønstre inkorporerer kognitiv adfærdsterapi indlæringsprincipper og teknikker fra adfærdsterapi, som er en terapiform, der opstod før den kognitive tilgang, men nu sjældent praktiseres i ren form i psykoterapeutiske forløb.

### Humanistisk psykoterapi
Humanistisk psykoterapi eller oplevelsesorienteret terapi lægger vægt på kontakt til egne behov, at opleve og udtrykke undertrykte følelser og reaktioner og frigøre egne iboende potentialer for udvikling og vækst. Det teoretiske grundlag og menneskesyn er baseret på humanistisk psykologi, der i opposition til datidens psykoanalyse og behaviorisme lagde vægt på menneskets iboende udviklingspotentialer og evne til at aktualisere sig selv og i mindre grad opfatter mennesket som determineret af biologiske anlæg og/eller opvækstmiljø. Den første humanistiske tilgang til psykoterapi var Carl Rogers's klientcentrerede metode, der anså en ligeværdig relation mellem terapeut og klient og terapeutens udtrykte empatisk accept af klienten som nødvendige og tilstrækkelige betingelser for at skabe forandring. En anden tidlig tilgang var gestaltterapi, der blev grundlagt af Fritz Perls, og som i sin oprindelig form anlagde en mere direkte, konfrontatorisk stil for at fremtvinge kontakt til egne behov og vise klienten hvordan han/hun unødigt begrænsede sig selv.

### Eksistentiel terapi
Eksistentiel terapi lægger vægt på at gøre klienten i stand til at finde mening og tage ansvar for sit eget liv. Terapiformen blev grundlagt af Ludwig Binswanger og Viktor Frankl til brug for psykiatriske og selvmordstruede patienter. De to psykiatere vendte sig begge imod psykoanalysen og dens psykologiske fokus på barndommen. Den eksistentielle terapi har et filosofisk grundlag, hvorved den adskiller sig fra fra andre terapeutiske tilgange, som fortrinsvis er baseret på psykologi.

### Systemisk terapi
Systemisk terapi lægger vægt på relationer og de underforståede aftaler, der udspiller sig mellem personer. Anser psykologiske problemer for noget, der ligger i hele systemets samspil (f.eks. den måde en bestemt familie fungerer på) frem for noget, der knytter sig til den person, der udviser symptomerne. Er oprindelig udviklet inden for familie- og parterapi, men kan også praktiseres som individuel terapi.

### Narrativ terapi
Narrativ terapi lægger vægt på fortællinger (narrativer). Anskuer menneskets identitet som sammensat af mange forskellige historier, opstået gennem livet, hvoraf nogle af disse fortællinger kan være negative og begrænsende. Det terapeutiske arbejde handler derfor om at nuancere og omfortolke de begrænsende fortællinger og derved komme til en ny og mere nuanceret forståelse af sig selv, som kan åbne for nye perspektiver og handlemuligheder.

### Kropsorienteret psykoterapi
Terapiformer hvor samtale kombineres med opmærksomhed på og arbejde med klientens krop. Se for eksempel sensetikterapi. Kropsorienterede psykoterapiformer kan have mange forskellige inspirationskilder, men den historisk set vigtigste figur for etablering af traditionen er Wilhelm Reich, der oprindelig var elev af Freud (som Reich senere brød med). Kropsorienterede psykoterapiformer er mindre udbredte / anerkendte end de øvrige hovedtraditioner, bl.a. pga. historiske/kulturelle årsager (psykoterapi har traditionelt haft hovedvægt på samtale)

### Transpersonlig psykoterapi
Spirituel psykoterapi, psykosyntese og transpersonlig psykoterapi er alle tilgange inden for det psykologiske felt, der inkorporerer spirituelle og transpersonlige dimensioner i deres psykoterapeutiske metoder. Derfor inkluderer terapeutiske interventioner i disse tilgange ofte åndelige praksisser for at fremme klientens åndelige vækst og forståelse. Således kan alle de tre tilgange - transpersonlig psykoterapi, spirituel psykoterapi og psykosyntese - betragtes som underafdelinger af den bredere kategori af transpersonlig psykoterapi. De deler lignende mål om at integrere åndelige og transpersonlige dimensioner i terapeutisk praksis, selvom de kan have forskellige teoretiske fundamenter og tilgange til at opnå disse mål.

### Alternativ psykoterapi
I tillæg til disse hovedtraditioner findes der en række alternative tilgange til psykoterapi, som anses for mindre anerkendte. Her kan fx nævnes NLP ("neurolingvistisk programmering"), som er en tilgang til personlig udvikling og kommunikation, der blev udviklet i 1970'erne af Richard Bandler og John Grinder. NLP søger at undersøge forholdet mellem tankeprocesser (neuro), sprog (lingvistisk) og adfærdsmønstre (programmering) og hvordan disse kan ændres eller forbedres for at opnå personlig vækst og forbedre kommunikationen med andre.
En anden alternativ tilgang er naturterapi, som også er kendt som økoterapi eller udendørsterapi, der indebærer at bruge naturen som en terapeutisk ramme. En tredje alternativ tilgang er holistisk healing, som fokuserer på at arbejde med energiererne i de holistiske forbindelser mellem krop, sind og ånd. Eksempler inkluderer reiki, akupunktur, kraniosakral terapi, akupressur og andre former for alternativ healing. En fjerde alternativ tilgang er tankefeltterapi, som er en form for energipsykologi, der involverer tapping på bestemte akupunkturpunkter for at behandle følelsesmæssige problemer og traumer.

## Typer af metode
De tre begreber "specialiseret", "eklektisk" og "integrativ" kan også bruges ril at forstå forskellige tilgange til terapeutisk praksis alt efter deres fokus på metode. Her er nogle nøgleforskelle mellem disse begreber:

### Specialiseret psykoterapi
Specialiseret psykoterapi er psykoterapi, hvor terapeuten primært fokuserer på og anvender en enkelt og bestemt terapeutisk metode eller teoretisk model. Kognitiv adfærdsterapi (KAT) er for eksempel en specialiseret tilgang, hvor terapeuten arbejder med at ændre negative tankemønstre og adfærd.
Eklektisk psykoterapi:
Eklektisk psykoterapi indebærer at vælge teknikker og metoder fra forskellige terapeutiske tilgange uden at være bundet af en bestemt teoretisk model. En terapeut, der bruger kognitive teknikker fra kognitiv adfærdsterapi sammen med eksistentielle principper, kunne for eksempel anses for at være eklektisk.
Integrativ psykoterapi:
Integrativ psykoterapi kombinerer elementer fra forskellige terapeutiske tilgange for at skabe en skræddersyet tilgang til terapi, der passer til klientens unikke behov. En integrativ psykoterapeut kan for eksempel trække på kognitive, adfærdsbaserede, psykodynamiske, humanistiske eller eksistentielle tilgange, samt eventuelt inddrage teknikker fra andre områder som kunstterapi eller mindfulness.
Integrativ terapi ligner på mange måder integrationsterapi, men de er ikke helt det samme. Integrationsterapi er en terapeutisk tilgang, der sigter mod at støtte mennesker i at forene og forstå forskellige dele af deres oplevelser, følelser, tanker og identitet. Målet er at skabe en større følelse af helhed, indre harmoni og psykisk balance. Metoden trækker ofte på en kombination af forskellige psykologiske teorier og teknikker.

## Typer af praksisfokus

### Individuel terapi
Fokuserer på individets personlige udfordringer, følelsesmæssige oplevelser og udvikling. Terapeuten arbejder med klienten for at udforske deres tanker, følelser og adfærd og hjælpe dem med at opnå personlig vækst og heling.

### Parterapi
Fokuserer på relationelle dynamikker og konflikter mellem partnere i et forhold. Terapeuten arbejder med parret for at forbedre kommunikationen, løse konflikter og styrke forholdet.

### Familie terapi
Fokuserer på relationelle dynamikker og konflikter mellem partnere i et forhold. Terapeuten arbejder med parret for at forbedre kommunikationen, løse konflikter og styrke forholdet.

### Gruppeterapi
Fokuserer på gruppedynamikker, gensidig støtte og læring i en gruppekontekst. Terapeuten faciliterer gruppeprocessen og skaber et trygt miljø, hvor deltagerne kan dele deres oplevelser, støtte hinanden og lære af hinanden.

### Supervision
Formålet med supervision er at støtte den professionelles personlige og faglige udvikling samt at sikre kvaliteten af deres arbejde med klienter eller patienter.

## Psykoterapeut
Denne artikel omhandler overvejende eller alene danske forhold. Hjælp gerne med at gøre artiklen mere almen.
En psykoterapeut er en person, der udøver psykoterapi. I Danmark er betegnelsen "psykoterapeut" ikke en beskyttet titel og den er derfor ikke forbundet med særlige uddannelseskrav, ligesom der heller ikke findes statsautoriserede psykoterapeutuddannelser herhjemme. Psykoterapeuter har derfor en varieret uddannelsesbaggrund. Nogle psykoterapeuter har fulgt en privat psykoterapeutuddannelse, hvoraf visse er flerårige. Andre udøver psykoterapi uden at have en relevant uddannelsesbaggrund eller har blot deltaget i kortvarige kurser. Andre har tilegnet sig psykoterapeutiske metoder gennem efter- eller videreuddannelse i tilknytning til en beslægtet uddannelse som fx psykolog eller psykiater men kalder sig ikke for "psykoterapeut" (se herunder).

### Psykoterapeut, psykolog, psykiater
Modsat psykoterapeut er "psykolog" og "psykiater" i sig selv beskyttede titler, som kræver en universitetsuddannelse. Mange - men langt fra alle - psykologer og psykiatere arbejder imidlertid med psykologisk behandling, hvor psykoterapi indgår. Selv om de udøver psykoterapi bruger de som regel ikke betegnelsen psykoterapeut om sig selv. I Danmark stiller medlemskab af Psykoterapeutforeningen eller Foreningen af Danske Psykoterapeuter som minimum krav om en fireårig psykoterapeutuddannelse.

### I udlandet
I flere andre lande (herunder Norge, Sverige, Tyskland, Storbritannien og Holland) er betegnelsen 'psykoterapeut' en beskyttet titel og kun visse uddannelser giver ret til at bære titlen. I nogle lande som f.eks. Storbritannien og USA foregår uddannelsen til psykoterapeut som statsautoriseret universitetsuddannelse. Også i Norge, Sverige, Finland, Østrig, Italien, Tyskland og Holland kræver det en særligt godkendt uddannelse for, at man kan kalde sig psykoterapeut. I Spanien, Portugal, Luxembourg og Belgien kan psykoterapi kun udøves af læger eller psykologer.